# Берта Калич
Берта Калич (презиме у писаним изворима наведено и као Калиш, рођена Бејлке Калах; 17. мај 1874 — 18. април 1939) била је јеврејско-америчка глумица. Иако је била добро позната забављачица у Источној Европи, најбоље је памте као једну од неколико личности „већих од живота“ које су доминирале њујоршким сценама током „златног доба“ Америчког јидиш позоришта крајем деветнаестог и почетком двадесетог века. Историчари процењују да је током своје каријере одиграла више од 125 различитих улога на седам различитих језика.

## Живот и каријера

### Рани живот
Рођена је као Бејлке Калах у Лавову, Галиција, Аустроугарска (данас је град део Украјине), једино дете Соломона Калаха, сиромашног произвођача четкица и аматерског виолинисте. Њена мајка је била Бабет Халбер Калах, кројачица која је често правила костиме за локална позоришта. Бабет је била активна љубитељка опере, а оданост истој је код њене ћерке инспирисала љубав према сцени. Често су заједно посећивале представе, а када је млада Берта постала пунолетна, њени родитељи су сакупили своја оскудна средства да је пошаљу у приватне музичке и драмске школе. Са тринаест година придружила се хору локалног пољског позоришта, а касније је похађала престижни конзерваторијум у Лавову.
У тинејџерским годинама је певала у хору за Травијату у Лавовској пољској опери. Колега глумац Макс Гимпел јој је потом понудио посао у својој пионирској позоришној групи на јидиш језику, Јанкев Бер Гимпел. Током овог периода свог живота, наступала је на пољском, руском и немачком језику. Када је Гимпелова главна глумица отишла у Америку, Калич је постала његова примадона, освојивши насловну улогу у оперети Шуламис Аврома Голдфадена.
Након серије наступа у Будимпешти, Голдфаден јој је понудио стални посао у својој компанији. Међутим,Берта убрзо одлази у Румунију. Успела је да научи румунски за неколико месеци,створивши услове да се појави у главним улогама у државном позоришту. Према речима историчара Данијела Сојера, „била је толико успешна да су антисемитски позоришни посетиоци, који су дошли са намером да је гађају луком, уместо тога бацали цвеће.“ 
Удала се за Леополда Шпахнера 1890. године са својих 16. година. Имали су двоје деце, сина Артура (који је умро млад) и ћерку Лилијан.

### Долазак у Америку
Чак и у тим годинама, Берта је имала значајну каријеру у најмање три земље и на четири језика. Међутим, њен успех је изазвао љубомору и 1894. године се причало да неки од њених ривала спремају атентат. 
Новоосновано позориште Талија тражило је нове таленте, и тамо се Берта појавила у представи „Дивља краљица“ (Di Vilde Kenigin) и јидиш продукцији „Лепа Јелена“ (La Belle Hélène). Поновила је раније улоге Шуламис, Жулијете и Дездемоне у бројним продукцијама на јидиш језику.
У свом новом дому, настојала је да истакне своје драмске вештине више од музичких талената, вредно радећи као заговорница јидиш позоришног покрета, надајући се да ће помоћи позориштима да стекну кредибилитет поред озлоглашености. Антисемитизам у Америци је у почетку навео публику да верује да јеврејски имигранти нису способни да створе било шта више од једноставне забаве, али Талија је стекла име својим револуционарним преводима Шекспира на јидиш. Берта је одиграла бројне улоге у овим значајним делима, чак је победила и све мушке звезде и тиме добила прилику да игра жељену улогу Хамлета.
Према речима Џоела Берковица, позоришног стручњака, Шекспирове драме су служиле „као извори и симболи“ у помагању јеврејским имигрантима да „пређу мост од јидиша до америчке културе“. Није шкодило ни то што је публика упоређивала Берту са још једном познатом женском Хамлеткињом тог доба, Саром Бернар, и заправо, многе новине ће је у годинама које долазе називати „јеврејском Бернар“.
Поред рада са Шекспиром, изведба у представи Леона Кобрина „Гето на источној страни“ добила је огромне критичке похвале и повећала је Бертину базу обожавалаца ван јеврејске заједнице. Ова продукција, у комбинацији са њеним наступима у дидактичким драмама драмског писца Јакоба Гордина, донела је невиђену пажњу јидиш позорници. Године 1900, глумила је Фрејденју на премијери Гординовог дела „Бог, човек и ђаво”, Остале продукције су стигле све до Бродвеја и учиниле Берту Калич познатим именом у свету познатих. 

### На измаку каријере
Међутим, до 1910. године „имала је проблема са проналажењем одговарајућих улога у лаганом америчком позоришту за свој емотивнији и трагичнији стил“. 
Напустила је Њујорк и отишла у Холивуд 1914. године, где се појавила у неколико запажених филмова, укључујући и репризу своје хит бродвејске улоге у представи „Марта из низија“. Међутим, успех је био краткотрајан и до 1915. године, Берта се често враћала на улоге на језику јидиш како би допунила своје приходе. Њен успех у америчком позоришном свету повећао је њен углед, и почела је да добија највеће угледе заједно са звездама попут Дејвида Кеслера.

## Касније године
Крајем 1920-их, бертинсе погоршава и постепено је ослепела. Иако се званично пензионисала 1931. године, наставила је повремено да се појављује на сцени, посебно на вечерима организованим у њену част, које су биле организоване како би се пажња усмерила на њено наслеђе у јидиш позоришној заједници. Касније у животу, снимала је сцене из Голдфаденових историјских драма за на локалној радио станици, али је због лошег здравља морала да вежба веома дуго, чак и за кратке делове. Њен последњи јавни наступ био је 23. фебруара 1939. године, на добротворној приредби у њену част у позоришту Џолсон, где је рецитовала последњу сцену поеме Луја Унтермајера „Хајнеова смрт“ .

## Смрт
Берта Калич је преминула 18. априла 1939. године, у 64. години живота, из неоткривених разлога. Њени посмртни остаци су сахрањени на гробљу Маунт Хеброн у Флашингу, Квинс, Њујорк.
Остаје забележено да је њеној сахрани присуствовало хиљаду и петсто људи, што се сматра разочаравајућим бројем, с обзиром на њен статус у јеврејској заједници. Сојер примећује да је почела да се сматра „реликтом позоришне прошлости, са маниром превише романтичним и величанственим чак и за јидиш сцену“. „Али, ипак, на врхунцу своје каријере почетком двадесетог века, Берта Калич је одиграла важну улогу у напорима да се побољшају уметнички стандарди јидиш позоришта, чији је статус такође допринела подизању својим успехом код публике која говори енглески језик.“